# Храм Сергия Радонежского в Бибиреве
Храм Преподобного Сергия Радонежского — православный храм в районе Бибирево города Москвы. Относится к Троицкому благочинию Московской епархии Русской Православной Церкви. Построен в благодарность за избавление от холеры.

## История
Возведение каменного однокупольного храма в русском стиле началось в 1893 году вплотную с деревянным храмом Благовещения Пресвятой Богородицы. Считается, что 13 июля 1873 года в селе Бибирево произошло чудо. Во время эпидемии холеры Чудотворная икона Преподобного Сергия Радонежского, которую носили монахи, вырвалась из рук и понеслась по воздуху. После этого эпидемия отступила. С тех пор жители Бибирева почитали день 13 июля за праздник и служили молебен преподобному Сергию. Освящение храма Преподобного Сергия Радонежского произошло в 1894 году. Вокруг церкви Сергия Радонежского была деревня, рядом пруд, а перед храмом протекала река Олешенка. Между церковью и прудом находилось кладбище. До революции храмы села Бибирева опекались монахинями кремлевского Вознесенского монастыря (до 1764 года село находилось во владении этой обители).
В 1936 году храм был закрыт советскими властями и передан колхозу — деревянную церковь Благовещения Богородицы разобрали для строительство коровника, а в каменном храме Сергия Радонежского устроили склад. Церковное кладбище было уничтожено уже в 1960-х годах после включения Бибирева в состав Москвы и его последующей застройки. В начале 1980-х разрушили колокольню. Только в 1989 году храм и прилегающая территория 1,5 га были возвращёны Русской Православной Церкви. В 1990 году возобновились богослужения.